# Мілдред Дресселгауз
Мілдред Дресселгауз  (Mildred S. Dresselhaus, при народженні Мілдред Співак (Spiewak); 11 листопада 1930 року в Бронксі, штат Нью-Йорк — 20 лютого 2017) — професор фізики та електронної інженерії в МТІ. Інститутський професор.

## Біографія
Спершу закінчила Хантерський коледж в штаті Нью-Йорк, а потім продовжила навчання в університеті Кембриджа, де отримала стипендію Фулбрайта (Fulbright Fellowship), і Гарвардському університеті. Отримала ступінь доктора філософії у фізиці в Чиказькому університеті в 1958 році. Потім провела декілька років у Корнельському університеті, перед від'їздом до лабораторії Лінкольна (Lincoln Lab). Отримала вчене звання професора МІТ у 1987 році, а 1985 році їй присвоєне звання «інститутського професора» (Institute Professor).
Протягом роботи вона перемкнулася з досліджень надпровідності до магнето-оптики, а також провела серію експериментів, котрі привели до розуміння фундаментальної природи електронної структури напівметалів, особливо графіту. Вона стала одним із найдосвідченіших і найстарших спеціалістів у галузі нанотехнологій, що базуються на різноманітних властивостях Карбону.
Дресселгауз була нагороджена Національною Медаллю Науки (National Medal of Science) в 1990 році за відзнаку її праці з електронних властивостей металів, а також як жінку-першопрохідця в галузі академічної науки та інженерії. У 2000—2001 роках була Директором відділу науки в Державному департаменті США (міністерство енергетики). Починаючи з 2004 року була керівником Американського інституту фізики.
Виконувала обв'язки президента Американського фізичного товариства, президента Американської асоціації з розвитку науки (American Association for the Advancement of Science), а також скарбника Національної Академії США (United States National Academy of Sciences). Присвятила багато свого часу для підтримки зусиль інших жінок, які беруть активну участь у наукових дослідженнях.
Дресселгауз також відома за свій внесок у термоелектрику, дослідження графіту та інших алотропих сполук карбону, карбонових нанотрубок. Її група часто використовує методи обчислювання зонної структури, раманівського розсіювання та високопольові магнетотранспортні методи. Серед її учнів Най-Чанг Йєх (Nai-Chang Yeh), Грег Тімп (Greg Timp), Мансур Шаєган (Mansour Shayegan), Джеймс Спек (James S. Speck)) та Ахмет Ербіл (Ahmet Erbil).
Була одружена з Джином Дресселгаузом (Gene Dresselhaus), відомим теоретиком, і мала чотирьох дорослих дітей та декілька внуків.

## Вибрані публікації
- M. S. Dresselhaus and P. C. Eklund (2000). Phonons in carbon nanotubes (PDF). Advances in Physics. 49: 705. doi:10.1080/000187300413184. Архів оригіналу (PDF) за 9 січня 2007. Процитовано 18 лютого 2009.
- M. S. Dresselhaus, G. Samsonidze, S. G. Chou, G. Dresselhaus, J. Jiang, R. Saito, and A. Jorio. Recent Advances in Carbon Nanotube Photo-physics (PDF). Архів оригіналу (PDF) за 2 липня 2006. Процитовано 18 лютого 2009.
- M. S. Dresselhaus and G. Dresselhaus (2002). Intercalation Compounds of Graphite (PDF). Advances in Physics. 51: 1. doi:10.1080/00018730110113644. Архів оригіналу (PDF) за 9 січня 2007. Процитовано 18 лютого 2009.
- M. S. Dresselhaus (2004). Big Opportunities for Small Objects (PDF). Materials Today Magazine. 5: 48. doi:10.1016/S1369-7021(02)01164-1. Архів оригіналу (PDF) за 9 січня 2007. Процитовано 18 лютого 2009.
- M. S. Dresselhaus, G. Dresselhaus and A. Jorio (2004). Unusual Properties and Structures of Carbon Nanotubes (PDF). Annual Reviews of Materials Research. 34: 247. doi:10.1146/annurev.matsci.34.040203.114607. Архів оригіналу (PDF) за 11 січня 2006. Процитовано 18 лютого 2009.
- M. S. Dresselhaus, G. Dresselhaus, R. Saito and A. Jorio (2005). Raman Spectroscopy of Carbon Nanotubes (PDF). Physics Reports. 409: 47. doi:10.1016/j.physrep.2004.10.006. Архів оригіналу (PDF) за 9 січня 2007. Процитовано 18 лютого 2009.
- M. S. Dresselhaus and H. Dai (2004). Carbon Nanotues: Continued Innovations and Challenges (PDF). Bulletin of the Materials Research Society. 29: 237. Архів оригіналу (PDF) за 26 березня 2009. Процитовано 18 лютого 2009.
- J. Heremans and M. S. Dresselhaus (2005). Low Dimensional Thermoelectricity (PDF). CRC Handbook - Molecular and Nano-electronics: Concepts, Challenges, and Designs. Архів оригіналу (PDF) за 9 січня 2007. Процитовано 18 лютого 2009.
- M. S. Dresselhaus, R. Saito and A. Jorio (2004). Semiconducting Carbon Nanotubes (PDF). Proceedings of ICPS-27. Архів оригіналу (PDF) за 9 січня 2007. Процитовано 18 лютого 2009.
- S. G. Chou, F. Plentz-Filho, J.Jiang, R. Saito, D. Nezich, H. B. Ribeiro, A. Jorio, M. A. Pimenta, G. Samsonidze, A. P. Santos, M. Zheng, G. B.Onoa, E. D. Semke, G. Dresselhaus and M. S. Dresselhaus (2005). Photo-excited Electron Relaxation Process Observed in Photoluminescence Spectroscopy of DNA-wrapped Carbon Nanotube ([недоступне посилання з 01.05.2008]). Physical Review Letters. 94: 127402. doi:10.1103/PhysRevLett.94.127402. {{cite journal}}: стрип-маркер templatestyles в |format= на позиції 1 (довідка)[недоступне посилання з липня 2019]
- M. S. Dresselhaus (2004). Nanotubes: a step in synthesis ([недоступне посилання з 01.05.2008]). Nature Materials. 3: 665. doi:10.1038/nmat1232. {{cite journal}}: стрип-маркер templatestyles в |format= на позиції 1 (довідка)[недоступне посилання з липня 2019]
- M. S. Dresselhaus (2004). Applied Physics: Nanotube Antennas ([недоступне посилання з 01.05.2008]). Nature Materials. 432: 959. doi:10.1038/432959a. {{cite journal}}: стрип-маркер templatestyles в |format= на позиції 1 (довідка)[недоступне посилання з липня 2019]
- S. B. Fagan, A. G. Souza-Filho, J. Mendes-Filho, P. Corio and M. S. Dresselhaus (2005). Electronic Properties of Ag- and CrO3-filled Single-wall Carbon Nanotubes (PDF). Chemical Physical Letters. 406: 54. doi:10.1016/j.cplett.2005.02.091. Архів оригіналу (PDF) за 9 січня 2007. Процитовано 18 лютого 2009.
- Y. A. Kim, H. Muramatsu, T. Hayashi, M. Endo, M. Terrones and M. S. Dresselhaus (2004). Thermal Stability and Structural Changes of Double-walled Carbon Nanotubes by Heat Treatment (PDF). Chemical Physical Letters. 398: 87. doi:10.1016/j.cplett.2004.09.024. Архів оригіналу (PDF) за 9 січня 2007. Процитовано 18 лютого 2009.
- G. Samsonidze, R. Saito, N. Kobayashi, A. Gruneis, J. Jiang, A. Jorio, S. G. Chou, G. Dresselhaus and M. S. Dresselhaus (2004). Family Behavior of the Optical Transition Energies in Single-wall Carbon Nanotubes of Smaller Diameters (PDF). Applied Physics Letters. 85: 5703. doi:10.1063/1.1829160. Архів оригіналу (PDF) за 11 січня 2006. Процитовано 18 лютого 2009.
- S. G. Chou, H. B. Ribeiro, E. Barros, A. P. Santos, D. Nezich, G. Samsonidze, C. Fantini, M. A. Pimenta, A. Jorio, F. Pletz-Filho, M. S. Dresselhaus, G. Dresselhaus, R. Saito, M.Zheng, G. B. Onoa, E. D. Semke, A. K. Swan, B. B. Goldberg and M. S. Unlu (2004). Optical Characterization of DNA-wrapped Carbon Nanotube Hybrids (PDF). Chemical Physical Letters. 397: 296. doi:10.1016/j.cplett.2004.08.117. Архів оригіналу (PDF) за 11 січня 2006. Процитовано 18 лютого 2009.
- E. I. Rogacheva, O. N. Nashchekina, A. V. Meriuts, S. G. Lyubchenko, O. Vekhov, M. S. Dresselhaus and G. Dresselhaus (2005). Quantum Size Effects in PbTe/SnTe/PbTe Heterostructures ([недоступне посилання з 01.05.2008]). Applied Physics Letters. 86: 063103. doi:10.1063/1.1862338. {{cite journal}}: стрип-маркер templatestyles в |format= на позиції 1 (довідка)[недоступне посилання з липня 2019]
- H. Son, Y. Hori, S. G. Chou, D. Nezich, G. Samsonidze, E. Barros, G. Dresselhaus, M. S. Dresselhaus (2004). Environment Effects on the Raman Spectra of Individual Single-wall Carbon Nanotubes: Suspended and Grown on Polycrystalline Silicon (PDF). Applied Physics Letters. 85: 4744. doi:10.1063/1.1818739. Архів оригіналу (PDF) за 9 січня 2007. Процитовано 18 лютого 2009.
- C. Fantini, A. Jorio, M. Souza, A. J. Mai Jr., M. S. Strano, M. A. Pimenta and M. S. Dresselhaus (2004). Optical Transition Energies and Radial Breathing Modes for HiPco Carbon Nanotubes from Raman Spectroscopy (PDF). Physical Review Letters. 93: 147406. doi:10.1103/PhysRevLett.93.147406. Архів оригіналу (PDF) за 9 січня 2007. Процитовано 18 лютого 2009.
- S. B. Cronin, A. K. Swan, M. S. Unlu, B. B. Goldberg, M. S. Dresselhaus and M. Tinkham (2004). Measuring Uniaxial Strain in Individual Single-wall Carbon Nanotubes: Resonance Raman Spectra of AFM Modified SWNTs (PDF). Physical Review Letters. 93: 167401. doi:10.1103/PhysRevLett.93.167401. Архів оригіналу (PDF) за 11 січня 2006. Процитовано 18 лютого 2009.